# 何翯
何翯（1987年6月25日—），中国女演员，毕业于中央戏剧学院，2007年起开始演艺生涯。代表作品有《二叔》、《俺娘田小草》、《你好，李焕英》等。